# Nemesi (Dürer)
La Nemesi  o Grande Fortuna è un'incisione (33,2 x 23,2 cm) di Albrecht Dürer, databile al 1502 circa e conservata, tra le migliori copie esistenti, nella Staatliche Kunsthalle di Karlsruhe e nel Museo archeologico Villa Pisani Dossi di Corbetta (Milano).

## Descrizione e stile
Il soggetto dell'opera deriva dal poema latino Manto di Angelo Poliziano, che era comparso a stampa a Milano nel 1499. La dea del destino, così come l'aveva descritta il poeta fiorentino, è una commistione tra la romana Fortuna e la greca Nemesi, divinità della vendetta. 
Nell'incisione di Dürer è una figura femminile possente, nuda e alata, che, posta su un globo, si muove sospesa tra le nubi, sovrastando un ampio paesaggio vallivo, da alcuni identificato come la località di Chiusa vicino a Bolzano. 
Le inconsuete proporzioni dimostrano un tentativo di usare il canone di Vitruvio: gli altri suoi nudi femminili dimostrano che l'artista adottò intenzionalmente questo corpo di forme pesanti e non belle, che rispecchiasse la fatidica gravità del suo dominio, cosicché sotto il suo peso i lembi delle nuvole cedono.